# Jacob Isaac Segal
Jacob Isaac Segal (geboren als Yaakov Yitschak Skolar am 3. August 1896 in Solobkiwzi, Russisches Kaiserreich; gestorben am 7. März 1954 in Montreal) war ein kanadischer Schriftsteller des Jiddischen.

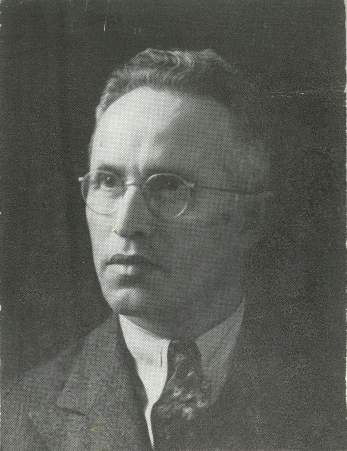
Jacob Isaac Segal (1944)

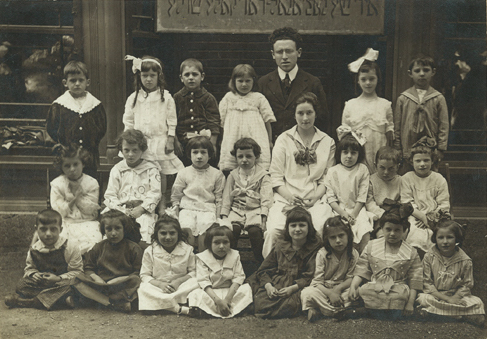
Segal als Lehrer in der Jüdischen Schule (1918)

## Leben
Jacob Isaac Segal stammte aus einer chassidischen Familie und war Sohn eines Kantors. Er hatte sechs Geschwister, darunter die Schriftstellerin Esther Segal (1895–1974). Segal besuchte einen Cheder in Korez. Nach dem frühen Tod des Vaters zog er 1911 zu Verwandten der Mutter nach Montreal, wo er zunächst in einer Textilfabrik Arbeit fand. Segal wurde dann Lehrer an der Jüdischen Volksschule.
Im Jahr 1915 erschienen erste Gedichte von ihm in der jiddischen Zeitung Keneder Adler, 1918 veröffentlichte er seinen ersten Lyrikband Fun Mayn Velt. In der Folge publizierte er zehn weitere Bände, der Band Letste Lider wurde postum herausgegeben.
Segal war mit Elke Shtaiman verheiratet, sie hatten zwei Kinder. Zwischen 1923 und 1928 wohnte die Familie in New York City, wo er sich der Künstlergruppe Di Yunge um den Dichter Mani Leib anschloss. Zurück in Montreal war er ab 1941 neben Melech Ravitch Feuilletonredakteur im Keneder Adler. Er war mit A. M. Klein befreundet.
1969 wurde in Montreal der J.I. Segal Award für Literatur oder Übersetzungen mit einem jüdischen Thema gestiftet, unter den späteren  Preisträgern waren Leonard Cohen, Naim Kattan und Chava Rosenfarb.

## Schriften (Auswahl)
- Yidishe lider / Poèmes Yiddish. Übersetzung Pierre Anctil. Montréal: Éditions Le Noroît, 1992